# Aviator
Aviator (ang. The Aviator) – film dramatyczny produkcji amerykańsko-japońskiej w reżyserii Martina Scorsese, zdobywca pięciu Oscarów.

## Fabuła
Akcja filmu opowiada o życiu Howarda Hughesa, amerykańskiego lotnika, który w latach 20. kręcił wielką produkcję filmową Aniołowie piekieł. W czasie realizacji zdjęć dokonywano niezwykłych jak na tamte czasy akrobacji lotniczych i pionierskich rozwiązań w dziedzinie produkcji filmowej.

## Obsada
- Leonardo DiCaprio – Howard Hughes
- Cate Blanchett – Katharine Hepburn
- Kate Beckinsale – Ava Gardner
- Gwen Stefani – Jean Harlow
- Alec Baldwin – Juan Trippe
- Kelli Garner – Faith Domergue
- Jude Law – Errol Flynn
- John C. Reilly – Noah Dietrich
- Willem Dafoe – Roland Sweet
- Alan Alda − Senator Ralph Owen Brewster
- Ian Holm − Profesor Fitz
- Frances Conroy − Katharine Martha Houghton Hepburn
- Kevin O’Rourke – Spencer Tracy

## Opinie o filmie
- Kultura (dodatek do Dziennika Polska-Europa-Świat)[1]

Martin Scorsese nieraz udowadniał, że potrafi opowiadać historie. Jednak tym razem materiał wydaje się zbyt obszerny jak na możliwości jednego filmu. Hughes lotnik, filmowiec, przedsiębiorca, playboy, wariat – robi się tu ciasno. Na szczęście pod względem wizualnym i aktorskim film stoi na najwyższym poziomie.

## Nagrody
Amerykańska Akademia Sztuki i Wiedzy Filmowej – Oscar
- Najlepsza aktorka drugoplanowa – Cate Blanchett
- Najlepsza scenografia – Dante Ferretti, Francesca LoSchiavo
- Najlepsze kostiumy – Sandy Powell
- Najlepsze zdjęcia – Robert Richardson
- Najlepszy montaż – Thelma Schoonmaker
- nominacja: Najlepszy film
- nominacja: Najlepszy aktor pierwszoplanowy – Leonardo DiCaprio
- nominacja: Najlepszy aktor drugoplanowy – Alan Alda
- nominacja: Najlepszy reżyser – Martin Scorsese
- nominacja: Najlepszy scenariusz oryginalny – John Logan
- nominacja: Najlepszy dźwięk – Eugene Gearty, Petur Hliddal, Philip Stockton, Tom Fleischman

Hollywoodzkie Stowarzyszenie Prasy Zagranicznej – Złoty Glob
- Najlepszy dramat
- Najlepszy aktor w dramacie – Leonardo DiCaprio
- Najlepsza muzyka – Howard Shore
- nominacja: Najlepsza aktorka drugoplanowa – Cate Blanchett
- nominacja: Najlepszy reżyser – Martin Scorsese
- nominacja: Najlepszy scenariusz – John Logan

Brytyjska Akademia Sztuk Filmowych i Telewizyjnych – BAFTA
- Najlepszy film
- Najlepsza aktorka drugoplanowa – Cate Blanchett
- Najlepsza charakteryzacja
- Najlepsza scenografia – Dante Ferretti, Francesca LoSchiavo
- nominacja: Nagroda im. Anthony’ego Asquitha za najlepszą muzykę filmową – Howard Shore
- nominacja: Nagroda im. Davida Leana za najlepszą reżyserię – Martin Scorsese
- nominacja: Najlepsze efekty specjalne
- nominacja: Najlepsze kostiumy – Sandy Powell
- nominacja: Najlepsze zdjęcia – Robert Richardson
- nominacja: Najlepszy aktor drugoplanowy – Alan Alda
- nominacja: Najlepszy aktor pierwszoplanowy – Leonardo DiCaprio
- nominacja: Najlepszy dźwięk – Eugene Gearty, Petur Hliddal, Philip Stockton, Tom Fleischman
- nominacja: Najlepszy montaż – Thelma Schoonmaker
- nominacja: Najlepszy scenariusz oryginalny – John Logan

Akademia Science Fiction, Fantasy i Horroru – Saturn
- nominacja: Najlepszy film akcji / przygodowy / thriller

Amerykańska Gildia Aktorów Filmowych – Aktor
- Najlepsza aktorka w roli drugoplanowej – Cate Blanchett
- nominacja: Najlepszy aktor w roli głównej – Leonardo DiCaprio
- nominacja: Najlepszy filmowy zespół aktorski – Leonardo DiCaprio, Cate Blanchett, Alan Alda, Alec Baldwin, Dany Huston, Ian Holm, Jude Law, John C. Reilly, Gwen Stefani

Międzynarodowa Akademia Prasy – Złota Satelita
- Najlepsze efekty specjalne
- nominacja: Najlepsza aktorka drugoplanowa w dramacie – Cate Blanchett
- nominacja: Najlepsza muzyka – Howard Shore
- nominacja: Najlepsza scenografia – Dante Ferretti, Francesca LoSchiavo
- nominacja: Najlepsze zdjęcia – Robert Richardson
- nominacja: Najlepszy dźwięk – Eugene Gearty, Petur Hliddal, Philip Stockton, Tom Fleischman
- nominacja: Najlepszy scenariusz oryginalny – John Logan
- nominacja: Najlepszy dramat
- nominacja: Najlepszy reżyser – Martin Scorsese
- nominacja: Najlepsze kostiumy – Sandy Powell
- nominacja: Najlepszy montaż – Thelma Schoonmaker

Amerykański Instytut Filmowy
- nominacja: Oficjalna selekcja do kategorii film roku

MTV Movie Awards – Złoty Popcorn
- Najlepszy aktor – Leonardo DiCaprio
- nominacja: Najlepsza scena akcji – katastrofa lotnicza w Beverly Hills

Amerykańska Gildia Producentów Filmowych – Złoty Laur
- Nagroda im. Darryla F. Zanucka dla najlepszego producenta filmowego – Graham King, Michael Mann

Amerykańska Gildia Reżyserów Filmowych
- nominacja: Najlepsze osiągnięcie reżyserskie w filmie fabularnym – Martin Scorsese

Amerykańska Gildia Scenarzystów
- nominacja: Najlepszy scenariusz oryginalny – John Logan

Amerykańska Gildia Kostiumologów
- nominacja: Najlepsze kostiumy w filmie kostiumowym lub fantasy – Sandy Powell

Amerykańskie Stowarzyszenie Montażystów – Eddie
- Najlepszy montaż dramatu – Thelma Schoonmaker

Amerykańskie Stowarzyszenie Operatorów Filmowych
- nominacja: Najlepsze zdjęcia do filmu fabularnego – Robert Richardson

## Box office
Film zarobił łącznie 213 741 459 dolarów, w tym 8 631 367 dolarów w otwierający weekend. W amerykańskich kinach był obecny przez 168 dni.
| USA   | 102 610 330 USD | 48%             |
| Świat | 111 131 129 USD | 52%             |
| Razem | 213 741 459 USD | 213 741 459 USD |

| USA | 8 631 367 USD | 15% całości |